# Трилицький Павло Сілаунович
Трилицький (Триліський) Павло Сілаунович (3 листопада 1861 — † н/д, після 1920) — полковник Армії УНР.

## Біографія
Походив з дворян Херсонської губернії, предки — з с. Триліски Овруцького повіту Волинської губернії. 11 вересня 1880 р. вступив до Єлисаветградського кавалерійського училища. 1 серпня 1883 р. закінчив училище за 2-м розрядом, вийшов естандарт-юнкером до 12-го уланського Білгородського полку (Проскурів). Корнет (1885), поручик (1890), штабс-ротмістр (1893). 3 вересня 1893 р. був відряджений до 2-го відділення 12-го кавалерійського запасу, де продовжив службу. З 1896 р. — ротмістр. 20 грудня 1901 р., після переформування кавалерійського запасу у запасні кавалерійські полки, був призначений до 6-го запасного кавалерійського полку командиром 4-го ескадрону. 6 травня 1903 р. — підполковник з переведенням до 3-го запасного кавалерійського полку (Кірсанов). З 1906 р. обіймав посади помічника командира полку з господарчої та муштрової частини, кірсанівського повітового начальника. 14 жовтня 1914 р. витримав на відмінно іспит на заміщення посади повітового військового начальника при штабі Московського військового округу. З 13 січня 1914 р. — полковник за заслуги з призначенням на посаду Семипалатинського повітового військового начальника, коменданта й начальника гарнізону. З весни 1917 року перебував на фронті у складі 7-ї кавалерійської дивізії.
У листопаді 1917 р. став командиром Українського кінного дивізіону ім. М. Залізняка, сформованого з вояків-українців 7-го драгунського Кінбурнського, 7-го уланського Ольвіопольського та 7-го гусарського Білоруського полків. Наприкінці січня 1918 р. вивів дивізіон до Житомира, де передав у розпорядження військового міністра Центральної Ради. У червні 1918 р. був звільнений з армії за віком. З середини грудня 1918 р. до 15 травня 1919 р. — командир 5-ї Дієвої (2-ї) кінної дивізії Дієвої армії УНР. Восени 1919 р. — у розпорядженні штабу Дієвої армії УНР. Станом на 19 квітня 1920 р. — начальник управи ремонтування армії кінським складом Військового міністерства УНР. У серпні 1920 р. — заступник командира Окремої кінної дивізії Армії УНР. З 1 жовтня 1920 р. — начальник старшинської та під старшинської школи Окремої кінної дивізії Армії УНР. Подальша доля невідома.